# جيري فولي
جيري فولي (بالإنجليزية: Gerry Foley)‏ هو لاعب هوكي الجليد أمريكي وكندي، ولد في 22 سبتمبر 1932 في وير ‏ في الولايات المتحدة.

## وصلات خارجية
- جيري فولي على موقع دوري الهوكي الوطني (الإنجليزية)
- جيري فولي على موقع قاعة مشاهير الهوكي (لاعب أن.إتش.أل) (الإنجليزية)
- جيري فولي على موقع EliteProspects.com (الإنجليزية)
- جيري فولي على موقع HockeyDB.com (الإنجليزية)
- جيري فولي على موقع Hockey-Reference.com (الإنجليزية)